# Eleutherodactylus abbotti
Eleutherodactylus abbotti é uma espécie de anfíbio da família Eleutherodactylidae.
Pode ser encontrada nos seguintes países: República Dominicana e Haiti.
Os seus habitats naturais são: florestas subtropicais ou tropicais húmidas de baixa altitude, regiões subtropicais ou tropicais húmidas de alta altitude, pastagens, plantações, jardins rurais, áreas urbanas e florestas secundárias altamente degradadas.